# Ruaudin
Ruaudin är en kommun i departementet Sarthe i regionen Pays de la Loire i nordvästra Frankrike. Kommunen ligger i kantonen Le Mans-Sud-Est som tillhör arrondissementet Le Mans. År 2022 hade Ruaudin 3 492 invånare.

## Befolkningsutveckling
Antalet invånare i kommunen Ruaudin
| Referens: INSEE |